# Neomallocera opulenta
Neomallocera opulenta là một loài bọ cánh cứng trong họ Cerambycidae.